# Ulvsunda slott

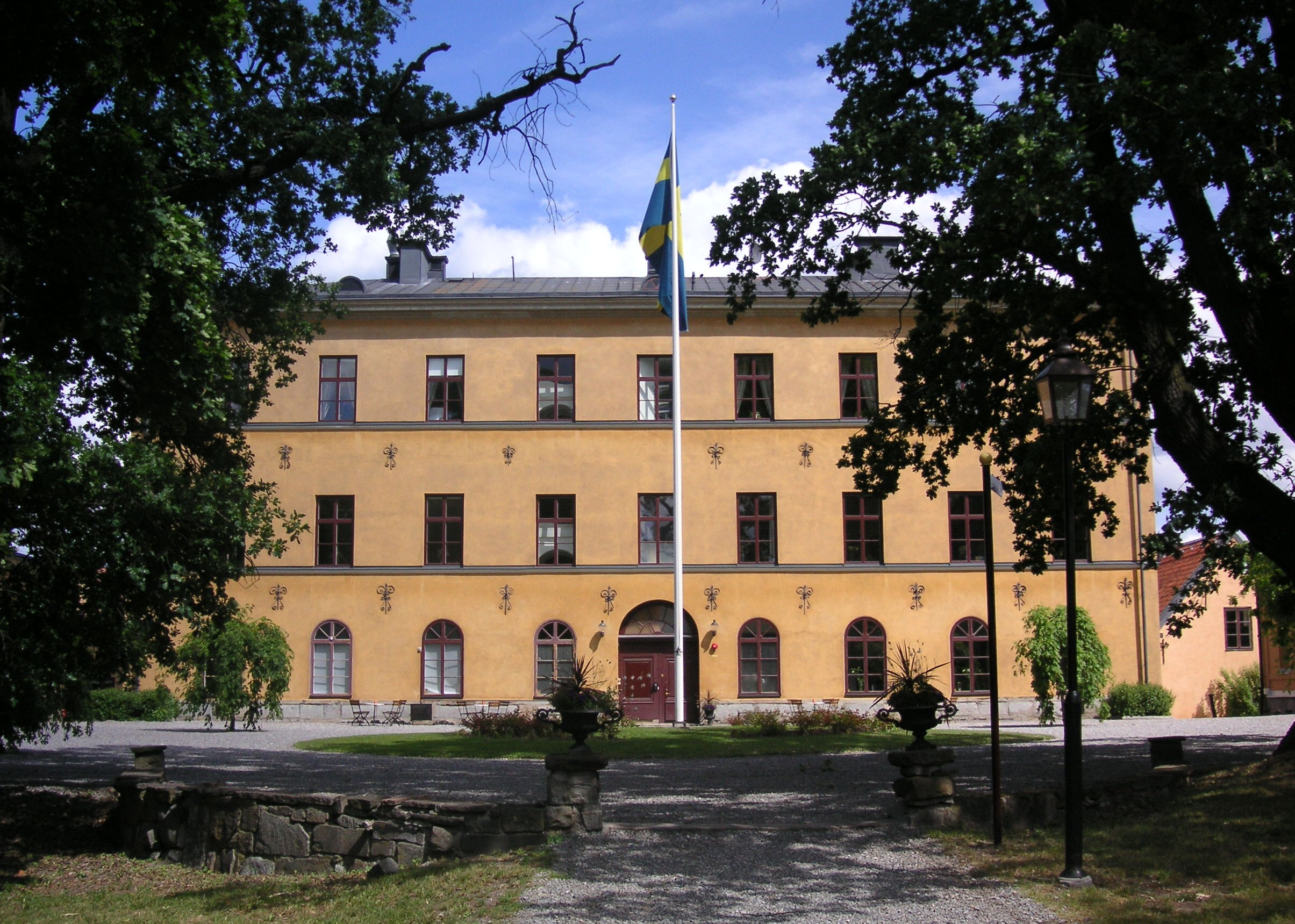
Ulvsunda slott uppfördes på 1640-talet. Åtskilliga interiörer finns bevarade från Lennart Torstensons tid.

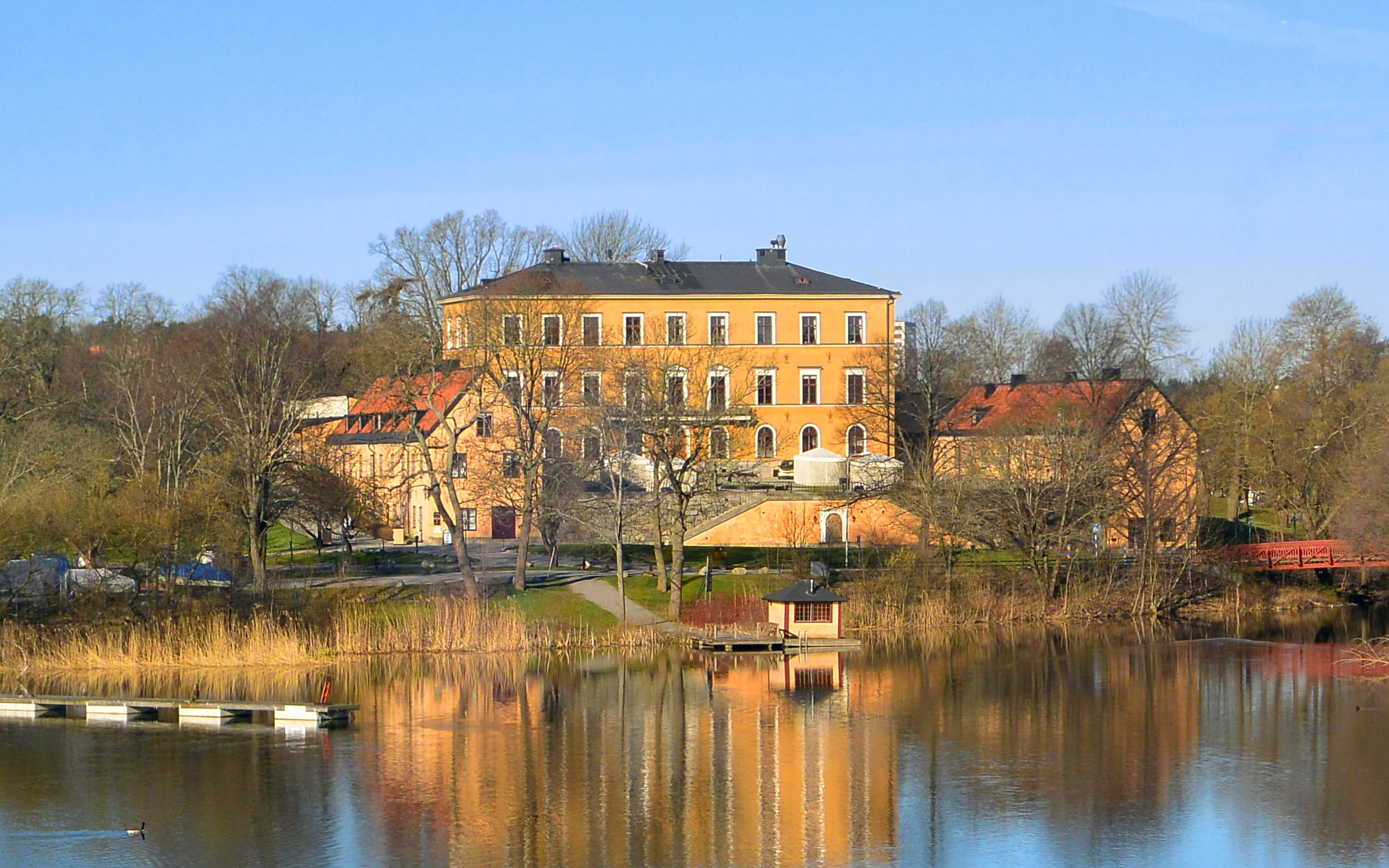
Fasaden mot vattnet och de två flyglarna.

Ulvsunda slott (även Ulfsunda slott) är ett slott i stadsdelen Ulvsunda i Bromma i Västerort i Bromma socken i Stockholms kommun. Byggnaden uppfördes 1644–1647 av fältmarskalken Lennart Torstenson på egendomen vid Ulvsunda. Byggnadens nuvarande utseende härrör från 1830-talet. Ulvsunda är idag en hotell- och konferensanläggning.
Stadsdelen Ulvsunda bildades 1926 och hade då officiellt bytt namn från "Kungsholms villastad" till "Ulvsunda trädgårdsstad". Några gator inom stadsdelen har namn med anknytning till fältmarskalken Lennart Torstenson, som lät uppföra Ulvsunda slott 1644–1645 och var godsets dåvarande ägare. Några exempel på vägar i Ulvsunda stadsdel med anknytning till Torstenson och hans godsinnehav är Fältmarskalkens väg (1924), Forstenavägen (1924), Hamrabacken (1930) och Restadsvägen (1924). Bland senare ägare till Ulvsunda slott märks ätterna Bielke och Åkerhielm och 1924 namngavs också Bielkevägen efter riksrådet greve Ture Gabriel Bielke och hans son, hovmannen och riksrådet, greve Nils Adam Bielke och Åkerhielmsgatan efter militären, friherre Gustaf Fredrik Åkerhielm och hans son, statsminister och friherre Gustaf Åkerhielm.

## Arkitektur

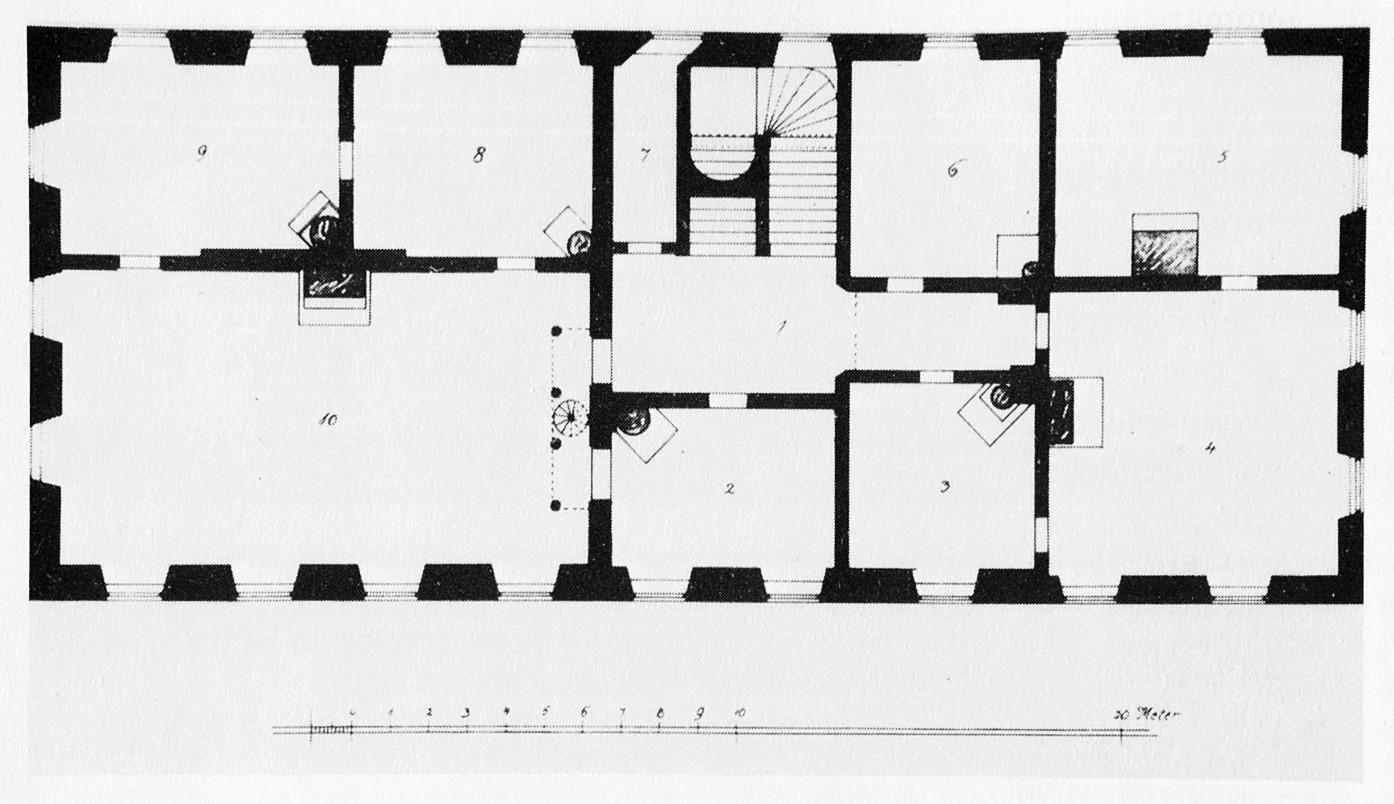
Ulvsunda slott, plan av översta våningen:
1 Hall. 2 Gästkammare, 3 Gästkammare, 4 Drottning Kristinas förmak, 5 Drottning Kristinas kammare, 6 Alkoven, 7 Lilla kammaren, 8 Gästkammare, 9 Gästkammare, 10 Stora salen

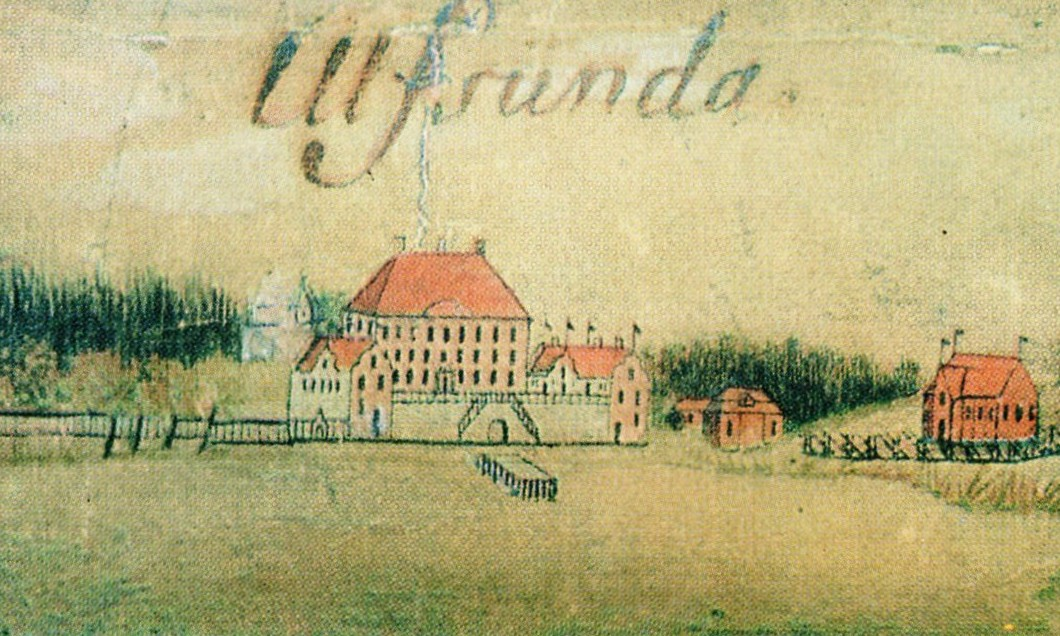
Ulvsunda slott på Gripenhielms Mälarkarta 1689.

Slottet uppfördes 1642–1648 med fritt liggande flyglar, som var kopplade till den höga mittbyggnaden med portvalv. Mellan fönstren var det knektar målade i naturlig storlek i var och en av de tre våningarna, efter förebild från slottet i Heidelberg. Slottet har kvar 1600-taletsmurverk med dess ankarslutar, och flyglarna har även sina sandstensportaler kvar. Av huvudbyggnadens ursprungliga inredning finns några detaljer med årtal kvar, en gjutjärnsrelief med Lennart Torstensons och hans makas, Beata De la Gardie, vapen är daterad 1646, och en skulpterad, också vapenprydd spis, som nu finns på Ållonö slott i Östra Stenby socken i Östergötland, har årtalet 1644. Dessutom finns en del renässansdörrar av ek med smidda beslag och det skulpterade överstycket från en spis med Musius Scaevola, en symbol för fosterländsk offervilja. Märkligast är dock de praktfulla kassetterade taken i översta våningen.
Festsalen två trappor upp i slottet ser i stort sett ut som den gjorde på Torstensons tid, även om sandstensspisen har sålts till Ållonö i Östergötland, och den som står där idag är en kopia. Kvar är musikläktaren, liksom takmålningarna med allegorier över förvandling och förintelse, utförda av Torstensons hovmålare Salomon de la Houve. Den stora salen har målningar med scener ur Ovidius Metamorfoser efter Hendrick Goltzius, en nederländsk kopparstickare, träsnidare och konstnär, gravyrer. De har attribuerats till fransmannen Salomon de la Houve, 1647 kallad "Lennart Torstensons konterfejare", och motiven har valts för den moraliserande tendens, som 1600-talets ovidiustolkare lagt in i dem. Takets mittfält visar Phaëton, solgudens son, som när han kör solvagnen kommer för nära jorden så att himmel och jord börjar brinna. Märkligt nog har Torstenson låtit smycka ett tak i Göteborgsresidenset med samma motiv, dock målade av en annan hand.
Musiksalen i övervåningen har slottets enda 1600-talsspis och Salomon de la Houves takmålningar av Orfeus, omgiven av konsternas musor.
Slottet byggdes genom en prestigetävlan mellan honom och Åke Axelsson Natt och Dag, grundare till Åkeshovs slott. På den tiden hade byggnaden ett spetsigt tak av kopparplåt, byggt i tysk-holländsk renässansstil och slottsfasaden pryddes av alfresco-målningar föreställande romerska krigare med spjut i händerna, fyra meter höga. Arkitekt var troligen Nicodemus Tessin den äldre. En känd avbildning finns i Erik Dahlberghs "Suecia antiqua et hodierna". Sin nya gård Ulvsunda hade Torstenson placerat på en höjd vid den vik av Ulvsundasjön, där Lillsjön har sitt utlopp. Därifrån hade man ännu 1879 "härlig utsikt över fjärden till Huvudsta – ja ända till Stockholm". Sjövägen till staden var bekväm, sommartid "med speljakter", vintertid med slädar. Manbyggnaden i tre våningar hade enligt Suecian brant tak med hög frontespis och sirade gavlar. Fasaderna smyckades av målningar, smidda ankarjärn och skulpterad osymmetriskt placerad portal. Två långa, låga flyglar med skulpterade portaler flankerade den stenlagda, terrasserade borggården, som öppnade sig mot viken. En dubbeltrappa förde ner till stranden med brygga och båthus. Söder om slottet sträckte sig "en mycket vacker och fruktbar lustgård".
På andra sidan förstugan i Ulvsunda ligger ett stort förmak, "fyrkanten", med plafondmålningar, i mitten Orfeus spelande för de vilda djuren, medan hörnfälten återger fyra av muserna, allt efter Goltzius och utfört av samme målare som i salen. Detta rum är det enda som har kvar sin öppna spis och panelverk från 1600-talet. Innanför stora salen ligger "paradrummet", som har enklare takmålningar med scener ur skapelsehistorien. I nedre hallen finns byggherren Lennart Torstensons och hans hustru Beata De la Gardies vapensköldar.

## Historik

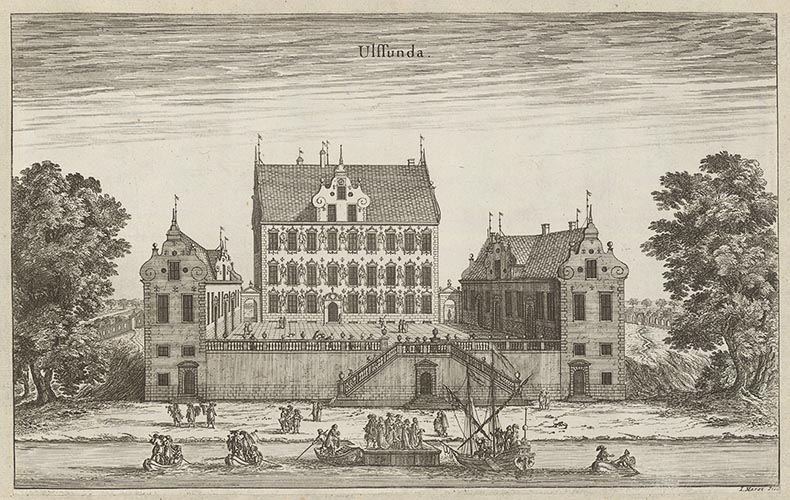
Ulvsunda slott omkring 1670 i Suecia antiqua et hodierna. Slottet uppfördes omkring 1640 av fältmarskalken Lennart Torstenson.

Ulvsunda är det tidigast belagda ortnamnet i Stockholm. Gården Ulvsunda är känd sedan 1300-talet (in vlphsunde, in vlphsundae 1347). Under 1600-talet förekommer skrivningar av namnet som Ållsunde 1617, Åhlsunde 1682. På en runsten från 1000-talet, funnen på Riksby ägor, kunde man tidigare läsa, att stenen rests till minne av bonden Björn, som bodde i Ulvsund. Av stenen återstår nu endast några fragment, förvarade i Stockholms stadsmuseum. Ulvsund har ursprungligen varit namnet på det trånga utloppet från Lillsjön till nuvarande Ulvsundasjön.

### 1600-talet

Friherrinnan Beata Johansdotter De la Gardie (1612-1680), som var gift med Lennart Torstenson åren 1633-1651, stående i änkedräkt, i högra handen håller hon en citron, i vänstra en rönnkvist. Målning från omkring 1653-1680. Skokloster slott.

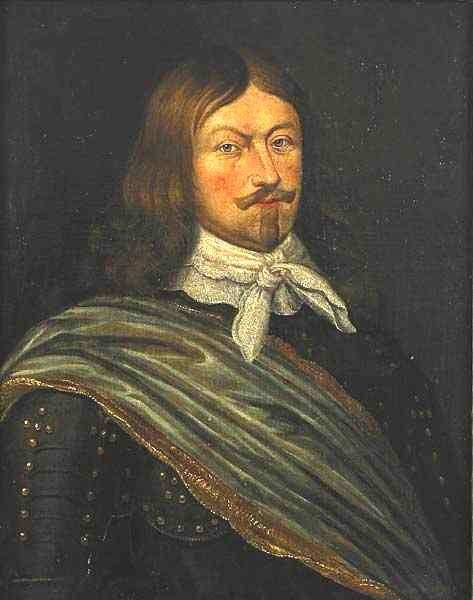
Lennart Torstenson (1603-1651) porträtterad av David Beck.

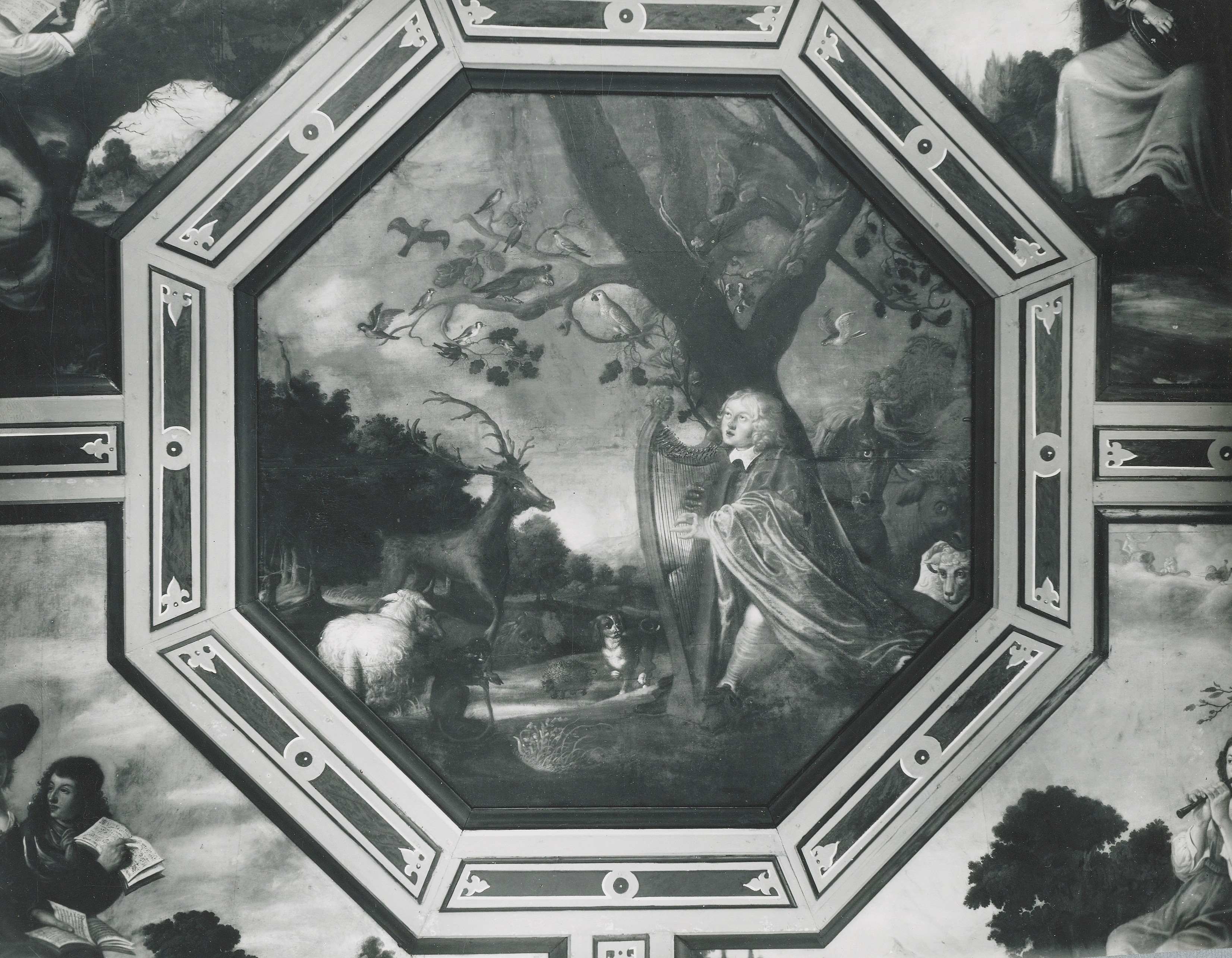
Takmålning i musikrummet.

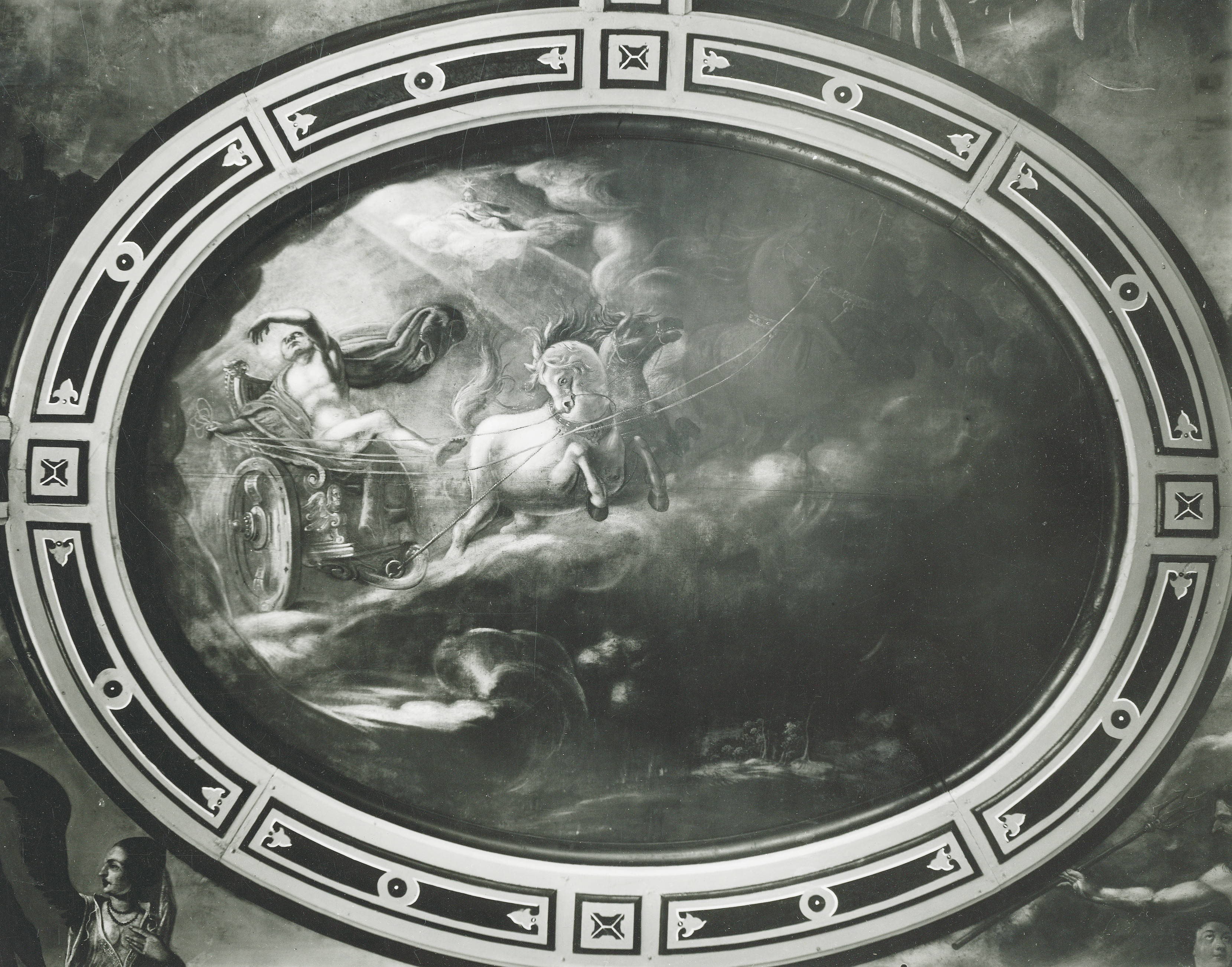
Takmålning i rikssalen.

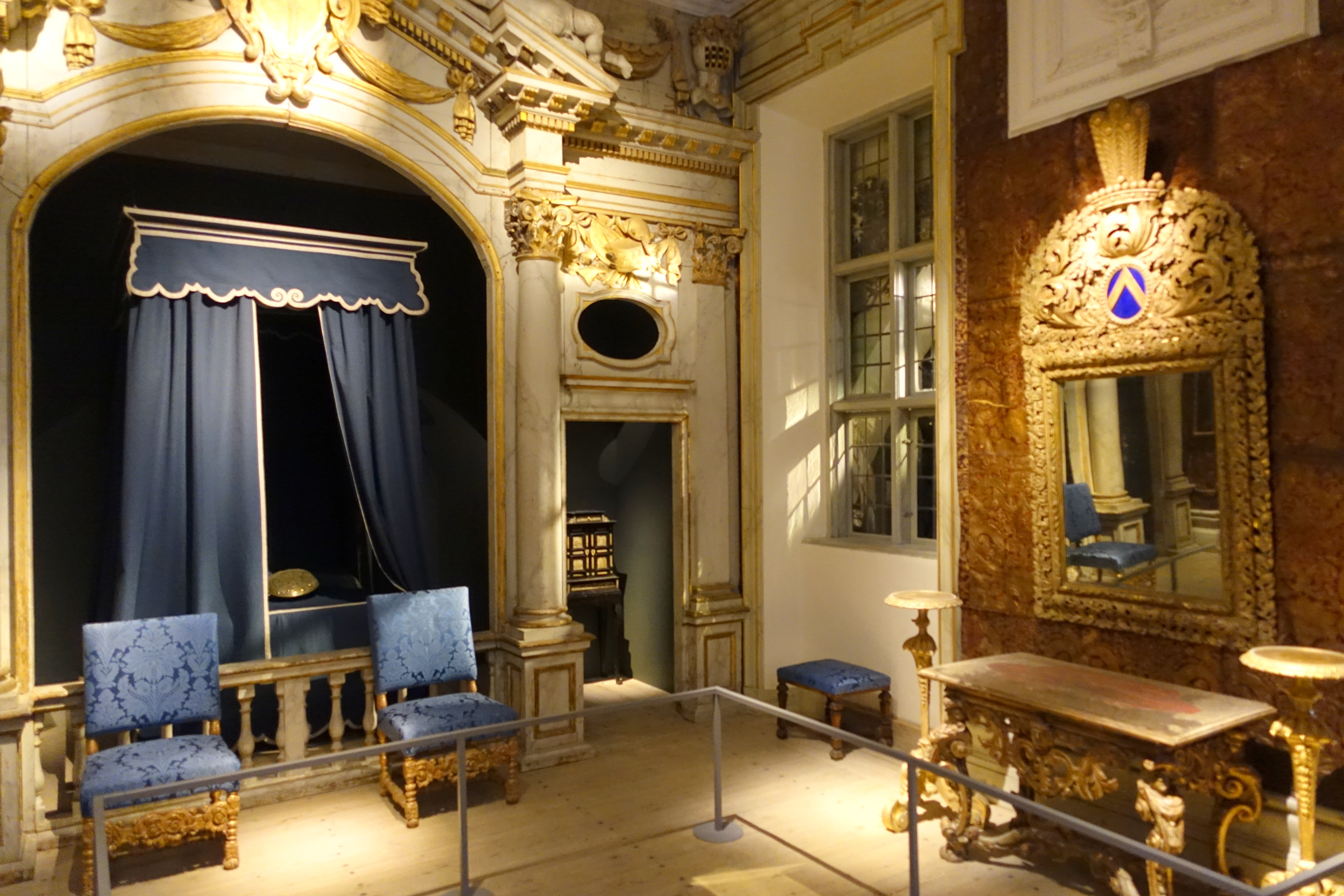
Paradsängkammaren i Ulvsunda slott byggdes under Anders Torstensons tid som ägare, bilden visar fasaden till Ulvsunda-alkoven, den såldes 1905 till Nordiska museet. Foto: Nordiska museet, Stockholm.

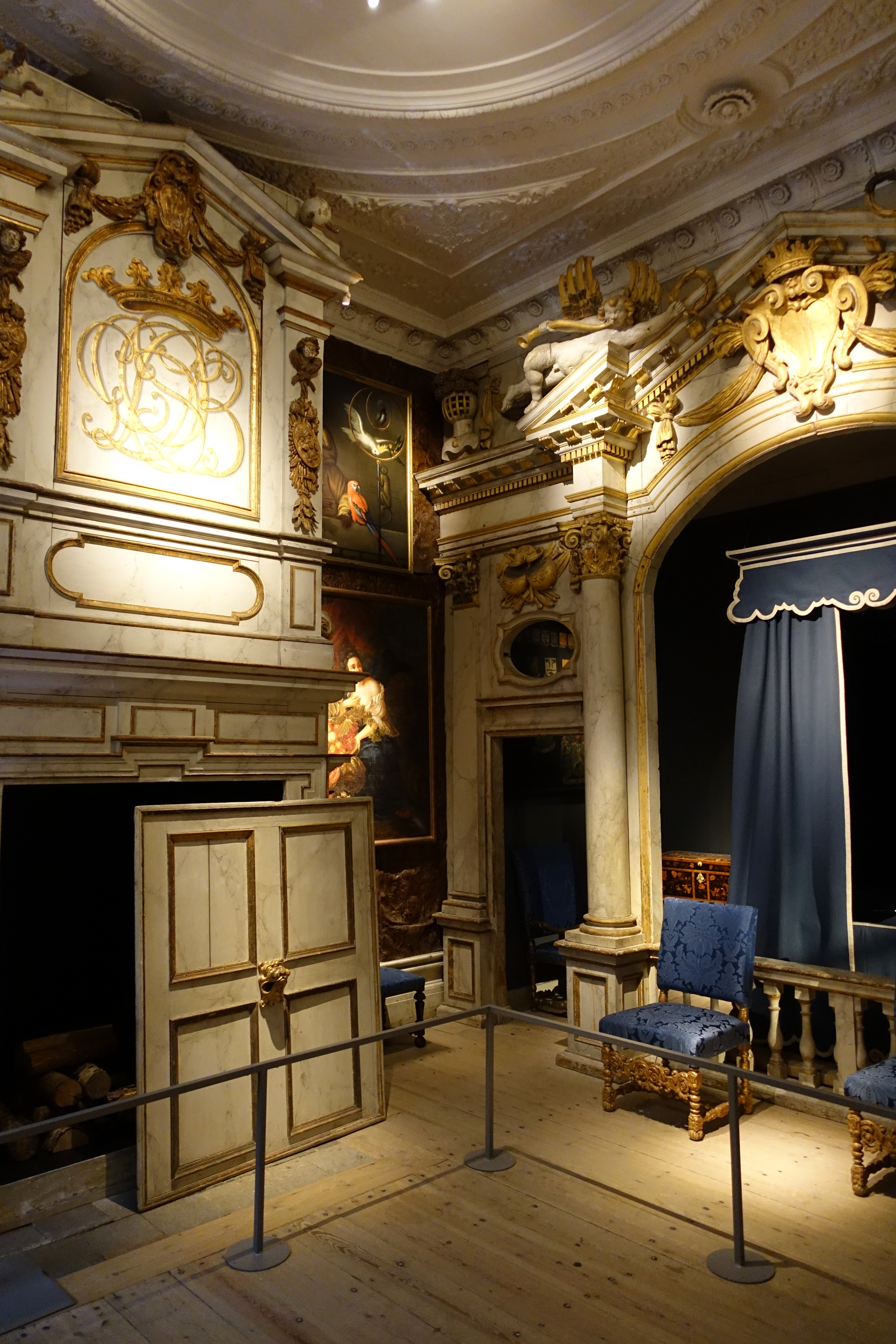
Paradsängkammaren i Ulvsunda slott. Den öppna spiseln i Ulvsunda-alkoven med monogrammet "CSBGOD" för Christina Catharina Stenbock, dotter till Gustaf Otto Stenbock, hustru till Anders Torstenson. Foto: Nordiska museet, Stockholm.

Ulvsunda slott färdigställdes strax efter att Lennart Torstenson (1603–1651) återvänt från sin tid som fältmarskalk, han var överbefälhavare för de svenska trupperna i Tyskland. 1646 kunde Ulvsundabygget forceras. Sommaren 1647 lär han ha bott där och gästats av drottning Kristina. Då kunde skeppet med den gamle giktbrutne slottsherren ombord lägga till vid bryggan i Ulvsundaviken vid Ulvsundasjön, som är en vik av Mälaren. Torstenson vistades mycket på Ulvsunda under de följande åren, ofta illa sjuk.
Åt greve Lennart Torstenson byggdes åren 1648–1650 Landshövdingeresidenset i Göteborg, även Torstensonska palatset, eller Kungshuset, men vanligtvis bara Residenset i Göteborg. I Stockholm lät Torstenson bygga det första huset på tomten, det Torstensonska palatset, där idag Arvfurstens palats ligger. Det uppfördes i holländsk renässansstil och stod färdigt 1651. Senare uppfördes på samma tomt det Torstensonska palatset i Stockholm vid Gustav Adolfs torg, nuvarande Arvfurstens palats. Dessa båda hus var knappast färdiga, när den 48-årige fältherren gick bort i april 1651.
Lennart Torstenson ärvdes 1651 av den tioårige sonen Anders Torstenson (1641–1686), men gården sköttes av modern, Beata De la Gardie (1612–1680), även sedan hon 1653 gift om sig med Per Brahe den yngre (1602–1680), herre till Bogesunds slott. Lennart Torstensons änka Beata De la Gardie, som var dotter till riksrådet Johan Pontusson De la Gardie och friherrinnan Catharina Christersdotter Oxenstierna af Eka och Lindö. Beata De la Gardie gifte således om sig med Per Brahe den yngre, som då också ingick sitt andra äktenskap. I sitt första äktenskap var Per Brahe den yngre gift med Kristina Katarina Stenbock (1608–1650), dotter till riksrådet, greve Gustav Stenbock (1575–1629) och hans maka grevinnan Beata Margareta Brahe. 
Mor och son, Beata De la Gardie och sonen Anders Torstenson ägde tillsammans gården i 30 år, åren 1656–1686, men modern hade avlidit 1680. "Jag vet aldrig vem som är herre i huset", skriver ännu 1663 Johan Ekeblad om mor och son. Ulvsunda ägdes år 1634 av Johan Ekeblad, som var syssling till fältherren Lennart Torstenson, som detta år bytte till sig Ulvsunda med alla dess stora jordområden. Bland dessa var också Essingeöarna, som nu på så sätt kom att tillhöra Bromma socken.
Anders Torstenson hade gift om sig 1665 med den rika Christina Catharina Stenbock (1649–1719) och avancerat till överstelöjtnant. Han var riksråd och generalguvernör i Estland. Han moderniserade slottet för att ge det en mera klassisk prägel. Han lät riva slottets renässansgavlar och frontespisen redan på 1660-talet, då fasaderna fick en mer klassisk prägel. Han satte i stället upp ett valmat tak av tegel med halvrund fronton. Portalen flyttades till mittaxeln, och troligen försvann nu fasadernas målade och skulpterade dekor (1668).
Christina Catharina Stenbock var en husets härskarinna och hon ville ha det pompöst omkring sig. Till den inre moderniseringen hörde den ståtliga paradsängkammare, som sedan 1900-talets början finns på Nordiska museet, dit den flyttats. På trädgårdssidan uppfördes på 1660-talet små trädgårdspaviljoner, fyra små klassicistiska flygelpaviljonger kring slottets gårdsplan. Senare byggdes de samman med orangerilängor, förbundna med murar, och de finns ännu kvar. Flyglarna har fortfarande kvar den takprofil som ursprungligen fanns även på manbyggnaden.
I manbyggnaden lät Anders Torstenson i översta gästrumsvåningen inreda en paradsängkammare i fransk barock med en rikt skulpterad alkovfasad och träbeklädd spis, vars konstfullt flätade monogram "CSBGOD", som syftar på "Catharina Stenbock och Gustaf Ottos dotter". Rummet kallades Drottning Kristinas sängkammare och var med sitt stora förmak redan under Lennart Torstensons tid den förnämsta gästrumssviten, där drottningen sannolikt logerat. Inredningsarbetena bör ha utförts på 1670-talet och Nicodemus Tessin den äldre var arkitekt. Grevinnan Christina Catharina Stenbock ägde Ulvsunda i 35 år, åren 1685–1720. Hennes make Anders Torstenson hade avlidit redan 1686, men änkan Christina Catharina Stenbock levde ända till 1719.
Anders Torstenson fick ekonomiska bekymmer men hjälptes av svärfadern, greve Gustaf Otto Stenbock. "Ulvsunda har kostat mig 40 000 rdr", klagade denne 1677. När den 45-årige Anders Torstenson (1641–1686) dog 1686 var Ulvsunda transporterat på hustrun, Christina Catharina Stenbock (1649–1719), som kom att äga Ulvsunda i 35 år, åren 1685–1720.

### 1700-talet
Sonen Carl Ulrik Torstenson (1685–1727), som var överste vid Närke-Värmlands regemente, blev därefter slottets ägare, han blev den siste av den grevliga ätten Torstenson. Ätten utgick på svärdssidan då Carl Ulrik Torstenson avled 1727. Hans änka, grevinnan Anna Margareta Oxenstierna, ägde Ulvsunda i 4 år, åren 1727–1731. Hon gifte om sig med riksrådet Ture Gabriel Bielke (1684–1763), som intresserade sig mera för sin släktgård Tureholms slott nära Trosa. Bielke var krigare och politiker, han deltog från 1704 i alla Karl XII:s fälttåg. Även han följde kungen till Turkiet och kämpade sida vid sida med Carl Ulrik Torstenson vid kalabaliken i Bender. Bielke torde inte ha ägnat Ulvsunda något större intresse, eftersom han så sällan var hemma. Under hans tid förföll slottet. Slottet Tureholm utanför Trosa vårdade han, det var ett gods, som funnits i släkten Bielke sedan mitten på 1500-talet.
Krigaren och politikern, greve Thure Gabriel Bielke kom att bli ägare till Ulvsunda i 33 år, åren 1731–1763, då han 1731 gifte om sig med Carl Ulriks änka, grevinnan Anna Margareta Oxenstierna af Croneborg. De fick tillsammans sonen Axel som vid tolv års ålder blev kammarherre och avled ogift vid 20 års ålder. Bielke och Torstenson var ju officerskamrater under Karl XII. I sitt första äktenskap hade Thure Gabriel Bielke dottern Christina Sophia Bielke gift med Carl Rudenschöld och stammoder till grevliga ätten Rudenschöld.
Det stora Ulvsundagodset, som då omfattade betydande delar av Brommas marker samt Essingeöarna, gick år 1727 ur familjen Torstensons ägo. Efter Lennart Torstenson, hans son och sonson, brukades Ulvsunda av flera adelsmän, bland annat var de kommande ägarna riksrådet Ture Gabriel Bielke (1684–1763), Fredric Gyllenkrook, Carl Rudenschöld, Fredrik Preis, släkten Grill, Gustav III:s finansminister Eric Ruuth, Gustaf Adolf Fredrik Wilhelm von Essen, Lorentz Jacob Groth och Johan Henrik Wegelin. Siste ägaren blev baron Gustaf Åkerhielm, som var statsminister år 1890.
Anders Torstensons son Carl Ulrik Torstenson (1685–1727) blev den siste manliga arvtagaren i sin släkt. Han gifte sig 1710 med grevinnan Anna Margareta Oxenstierna af Croneborg (1692–1755). Margareta Oxenstierna blev änka 1727 efter Carl Ullrik Torstenson och 1731 gifte hon om sig med riksrådet Ture Gabriel Bielke, som på så sätt att bli ägare till Ulvsunda, där han residerade i 32 år. Det är den längsta tid som någon privatperson ägt slottet. Ture Gabriel Bielke och Carl Ulrik Torstenson var officerskamrater under Karl XII och han var krigare och politiker. Som ung hade Bielke deltagit i Karl XII:s ryska fälttåg och hamnat i fångenskap i Bender. Han var kungens följeslagare under ritten från Turkiet till Stralsund. Hans son Nils Adam Bielke (1724–1792) var hovman och riksråd, han sålde 1764 Ulvsunda till kunglige sekreteraren Fredrik Preis. Riksrådet Carl Rudenschöld var gift med Christina Sophia Bielke, som var dotter till riksrådet greve Ture Gabriel Bielke och grevinnan Charlotta Christina Piper. Baron von Essen köpte slottet i början av 1800-talet. Han sålde koppartaket och lade på det platta plåttak som syns i dag. Han lät även putsa över fasadens alfrescomålningar. Flera gatu- och kvartersnamn i Ulvsunda har anknytning till slottsherrarna. Några gator, som fick sitt namn 1924, är Bielkevägen, Fältmarskalksvägen, Margretelundsvägen, Ulvsunda Slottsväg och Åkerhielmsgatan.
Friherre Fredrik Preis var herre till Ulvsunda slott åren 1764–1788. Han köpte Ulvsundagodset 1764, där han sedan också residerade fram till sin död 1788. Fredrik Preis gifte sig 1774 med Anna Maria Grill (född 1747 i Göteborg, död 1812 i Stockholm). Hustrun var dotter till direktören i Svenska Ostindiska kompaniet, köpmannen Abraham Grill den yngre och Anna Maria Petersén. Preis var anställd i svenska Riksarkivet från 1762 och blev kunglig sekreterare 1763. Fredrik Preis dog barnlös 1788 och slöt ätten Preis. På 1780-talet utvidgade och förändrade Preis bebyggelse radikalt i godsets norra delar, speciellt kring Ranhammars sätesård, nuvarande industriområdet och Bromma flygfält. Bland annat lät han bygga sju "utgårdar" eller torp (Ekeby, Norrby, Rivan, Glia kronohemman, Dorpt, Stenhammar och Nytorpet) så att de kom att ligga kring Ranhammars gård i en halvcirkel.

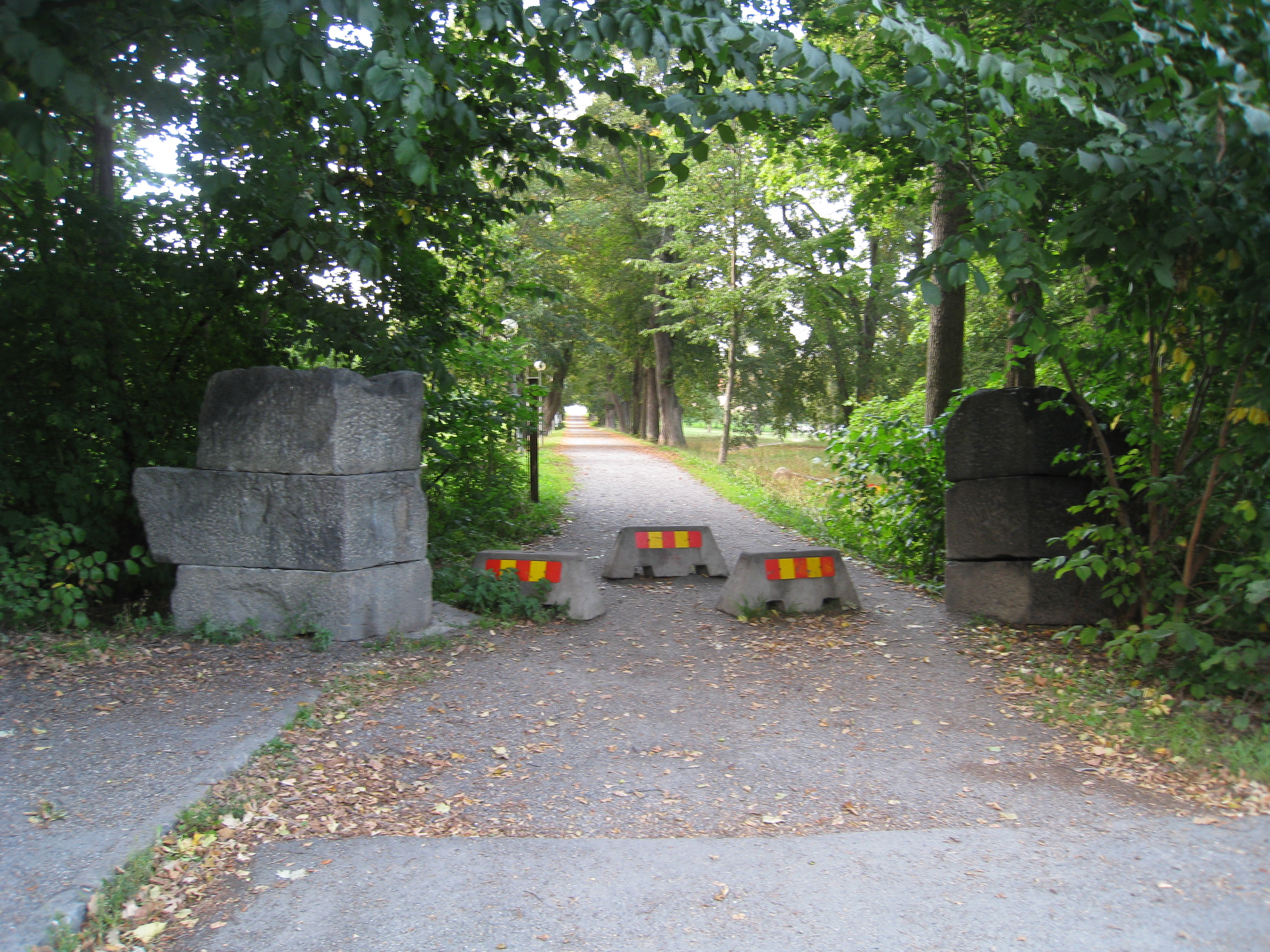
Ulvsunda grindstolpar, som ligger alldeles granne med prästgården, Ulvsunda prästgård, vid slottsinfarten till Boställsvägen, är från 1700-talet.

Några större förändringar skedde inte på Ulvsunda under 1700-talet. Drottningholmsvägen gav gården landförbindelse med Stockholm, och en infartsallé ordnades genom trädgården, med grindstuga och de stora grindstolpar, som ännu finns kvar. De magnifika grindstolparna från 1700-talet fanns vid Ulvsunda grindstuga. De ligger granne med Ulvsunda prästgård på Lövåsvägen 12. Grindstolparna markerade infarten från Margretelund och Johannelund genom allén till Ulvsunda slott. Grindstolparna finns kvar men flyttades till slottsinfarten vid Boställsvägen, invid gamla Ulvsunda prästgård.
Ägobytena blev täta, och det stora huset började förfalla under senare delen av 1700-talet. Vid en brandförsäkring 1798 omtalas, att huset krävde "total reparation" och att man kanske skulle riva översta våningen. Tydligen nöjde sig ägarna med att ersätta det höga tegeltaket med ett lågt plåttak.

### 1800-talet
Under första hälften av 1800-talet såldes stora delar av godset såsom Johannelund, Svartvik (Minneberg), Traneberg, Alvik, Äppelviken, Smedslätten, Lillsjönäs (Ulvsunda trädgårdsstad) och Norrby gård. År 1835 kom den stora förändringen. Då byggdes slottet om i empire. 1835 skedde en ombyggnad då slottet fick sitt platta tak. Samtidigt överkalkades fasadens målningar. Dåvarande ägare, generalen Gustaf von Essen, lät arkitektprofessorn Axel Nyström bygga om slottet "i en italiensk stil och med nästan platt tak". Bostadsvåningen en trappa upp inreddes i empirestil, och de där befintliga 1600-talstaken flyttades upp till motsvarande rum i översta våningen. Slottet fick ett lågt sadeltak, släta putsfasader med klassiska fönsteröverstycken samt en balkong med gjutjärnsräcke.
Den friherrliga ätten Familjen Åkerhielm kom att äga Ulvsunda i tre generationer, åren 1843–1902. Under denna tid finns inte några restaurerings- eller reparationsarbeten på slottet dokumenterade. 1843 köptes Ulvsunda av friherre Gustaf Fredrik Åkerhielm af Margrethelund (1776–1853), som var far till statsminister Gustaf Åkerhielm (1833–1900). Gustaf Fredrik Åkerhielms änka, det vill säga Gustaf Åkerhielms mor, änkefriherrinnan Sofia Anker (1794–1884) bodde kvar på Ulvsunda slott till 1884 och var den sista slottsfrun på Ulvsunda. Sonen Gustaf Åkerhielm bodde där endast sommartid. Hans arvingar sålde egendomen 1902. Släkten Åkerhielm af Margrethelunds slott är Margrethelund utanför Åkersberga i Österåkers kommun. I Ulvsunda finns en avstyckad lägenhet, Margretelund, som uppfördes 1830. Det är säteri och det är ett informellt område i Ulvsunda uppkallat efter Margretelunds gård, vid Ulvsundasjön, nära Johannelunds gård. Nära stranden, intill gården, öster in Ulvsunda slott, låg tidigare en keramikfabrik, Ulfsunda Fabrique, (Ulfsunda stengodsfabrik), som existerade mellan åren 1791–1822, och Lilla Margretelund, en stuga kallad Fiskartorpet. Det var finansministern, greve Eric Ruuth, som ägde Ulvsunda under en kort tid, åren 1790–1798, och som startade Brommas första verkliga  industri. Han grundade även några andra keramiska industrier, bland annat Löfnäs stenkärlsfabrik och Helsingborgs stenkärlsfabrik. Det var när han letade efter lera till sina keramiska industrier som han upptäckte förekomsten av stenkol i Höganäs. I samband med Eric Ruuths stenkolsbrytning i Höganäs, Bosarp och Tinkarp upptäckta stengodslerorna. I keramik- och lerkärlsfabriken i Margretelund tillverkades eldfasta lerkärl och syltburkar samt fajanser av holländsk typ. Nuvarande ägare i Margretelund är Stockholms stad, som köpte gården 1904. Mangårdsbyggnaden renoverades 1983-1985.

### 1900-talet
Statsminister Gustaf Åkerhielm blev den siste baronen på Ulvsunda slott. Han var Sveriges statsminister under åren 1889–1891. Åkerhielm dog år 1900 och slottet gick ur privat ägo och slottets nedgång började. De sista adliga ägarna sålde egendomen 1902 till spekulanter som önskade exploatera området för industrier och egnahem, och vid det tillfället skingrades åtskilligt av slottets fasta inredning. År 1904 köpte Stockholms stad ägorna, som bland annat omfattade nästan hela flygfältsområdet. En bostad för disponenten bygges på nuvarande adressen Ulvsunda Slottsväg 24B. Däremot köptes inte slottet och parken, vilka istället 1906 övertogs av dåvarande landstinget. Marken började styckas av till villatomter, Kungsholms villastad växte fram. Sigfrid Siwertz har skrivit om detta i boken Selambs. ”Trevinge” motsvaras av Ulvsunda slott och ”Selambshof” av Huvudsta gård. År 1905 köpte dåvarande landstinget slottet för 250 000 kronor. Det inrättades här ett vårdhem för "sinnesslöa, alkoholskadade och andra kringstrykande varelser". Huset fungerade som vårdhem fram till hösten 1972. Efter en stor renovering under ledning av Nils Sterner användes slottet för representationsändamål av Stockholms läns landsting.
Så stod den gamla anläggningen under senare delen av 1800-talet, då familjen Åkerhielm af Margrethelund var ägare i tre generationer. Baron Gustaf Åkerhielms arvingar sålde 1902 större delen av egendomen till Nya AB Atlas. En del mark längs Ulvsundasjön blev industriområde, medan största delen 1904 förvärvades av Stockholms stad för dess trädgårdsstäder. Själva slottet och den stora trädgården köptes 1906 av Stockholms läns landsting, som här inrättade ett vårdhem för sinnesslöa. Den stora salens spis och 1600-talsdörrar såldes till Ållonö, paradsängkammaren till Nordiska museet. Senare har både huvudbyggnad och gamla inredningar tagits bort. Åren 1906–1972 var slottet "sinneslöanstalt". År 1972 flyttade landstinget bort vårdhemmet och använde Ulvsunda som kursgård. En pietetsfull restaurering pågick under 1970-talet med Nils Sterner som arkitekt. 1976 blev slottet landstingets utbildningscenter. Åren 1973-2000 användes slottet av Landstinget som konferensanläggning.

### 2000-talet
År 1999 förvärvades slottet av privatpersoner och sommaren 2000 genomgick slottsbyggnaden en stor renovering. År 2003 köpte SIVAB slottet. I huvudbyggnaden finns numera konferenslokaler och matsalar. De fyra flyglarna är inredda till hotellrum. Slottet fungerar även som showroom för Svensk Inredning AB.
Av den ursprungliga prakten återstår inte mycket, men Rikssalen, Musikrummet och Paradisrummet är sevärda med sina praktfulla takmålningar.
Egendomen Ulvsunda har gett namn åt trakten runt omkring och är i dag Stockholms äldsta belagda namn. Det äldsta kända namnet på en invånare i Stockholms kommun finns även det på runstenen i närheten av slottet. "Björn" omnämns på stenen som ägare till gården Ulvsunda. (Se inledningen under rubriken Historik.)
Slottsparken är från 1600-talet.
Söder om slottsparken, mellan Ulvsunda slottspark och grönområdet kring Lillsjön, i korsningen Ulvsunda Slottsväg och Lövåsvägen, ligger, som ovan nämnts, Ulvsunda prästgård, som byggdes 1914. Huset, som är en stenbyggnad, ligger vid Lövåsvägen 12. Prästgården byggdes och invigdes 1914 som prästgård för Bromma församlings präster och användes som prästgård 1914-1971. Den heter idag Ulvsunda prästgård, men före församlingsdelningen 1955 hette prästgården Bromma prästgård. Idag kallas huset Ungerska huset och är säte för Ungerska Riksföreningen i Sverige (UR).

## Ulvsunda lantgård
Fram till 1938 låg Ulvsunda lantgård, en stor bondgård, norr om kanalen mellan Lillsjön och Ulvsundaviken. När patron Nils Persson-Nilsson 1901 skötte gården fanns här 17 statarfamiljer, som bodde i fyra bostadshus i den då mycket lantliga omgivningen av slottet. Mangårdsbyggnaden, kallad Ulvsunda gård, uppfördes vid sekelskiftet omkring 1900 på stranden mitt emot slottet och där bodde Nils Persson-Nilsson själv. Lantgården bestod av mangårdsbyggnad, drängstugor och ladugårdar. Den enda byggnad som återstår av Ulvsunda lantgård är den så kallade Mejerivillan vid den smala kanalens strand. Kanalen leder Lillsjön ut i Ulvsundasjön. Mejerivillan byggdes år 1905 och uppfördes dels som bostad för stalldrängen, dels som kyl- och lagringshus för mjölken.

## Nutida bilder

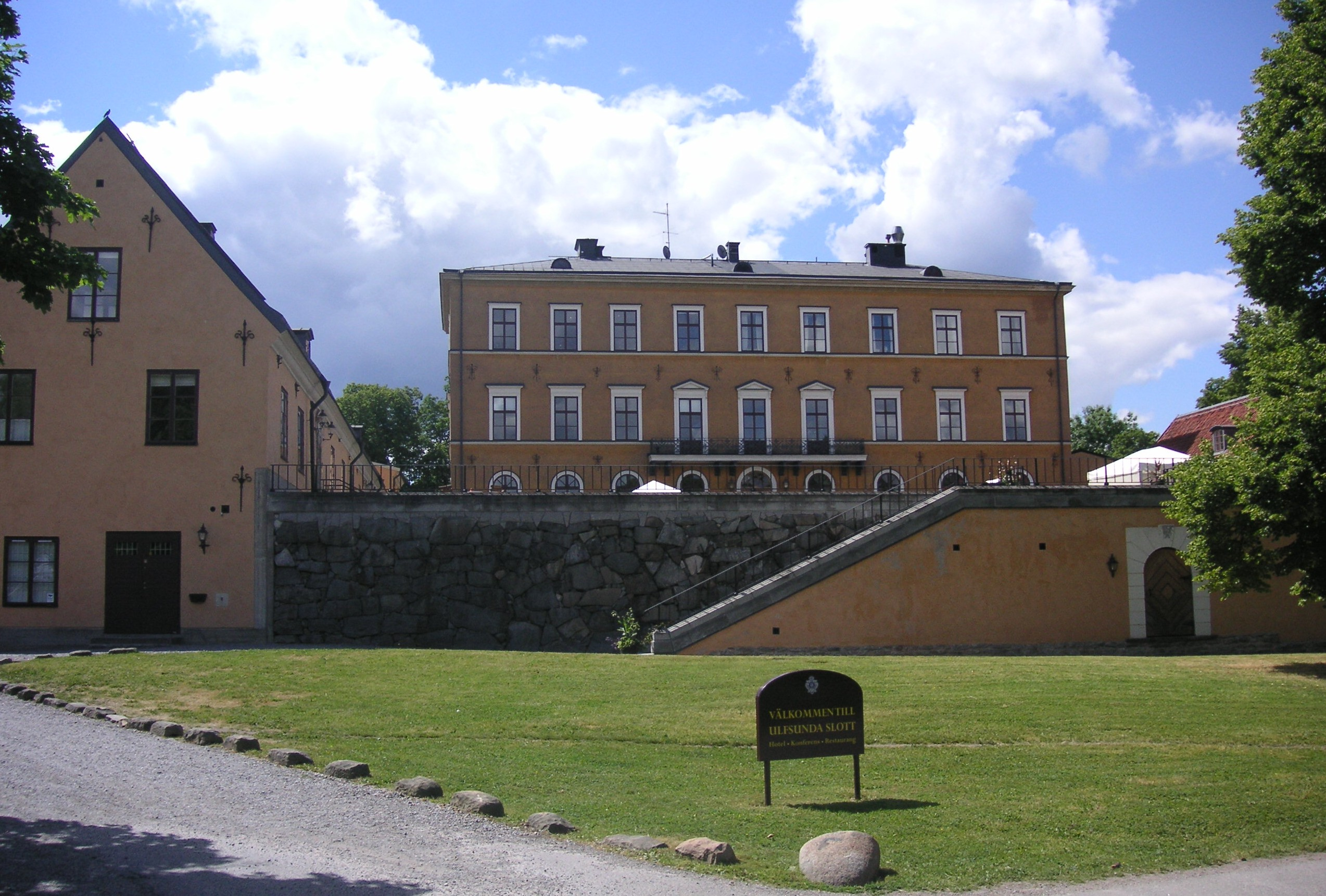
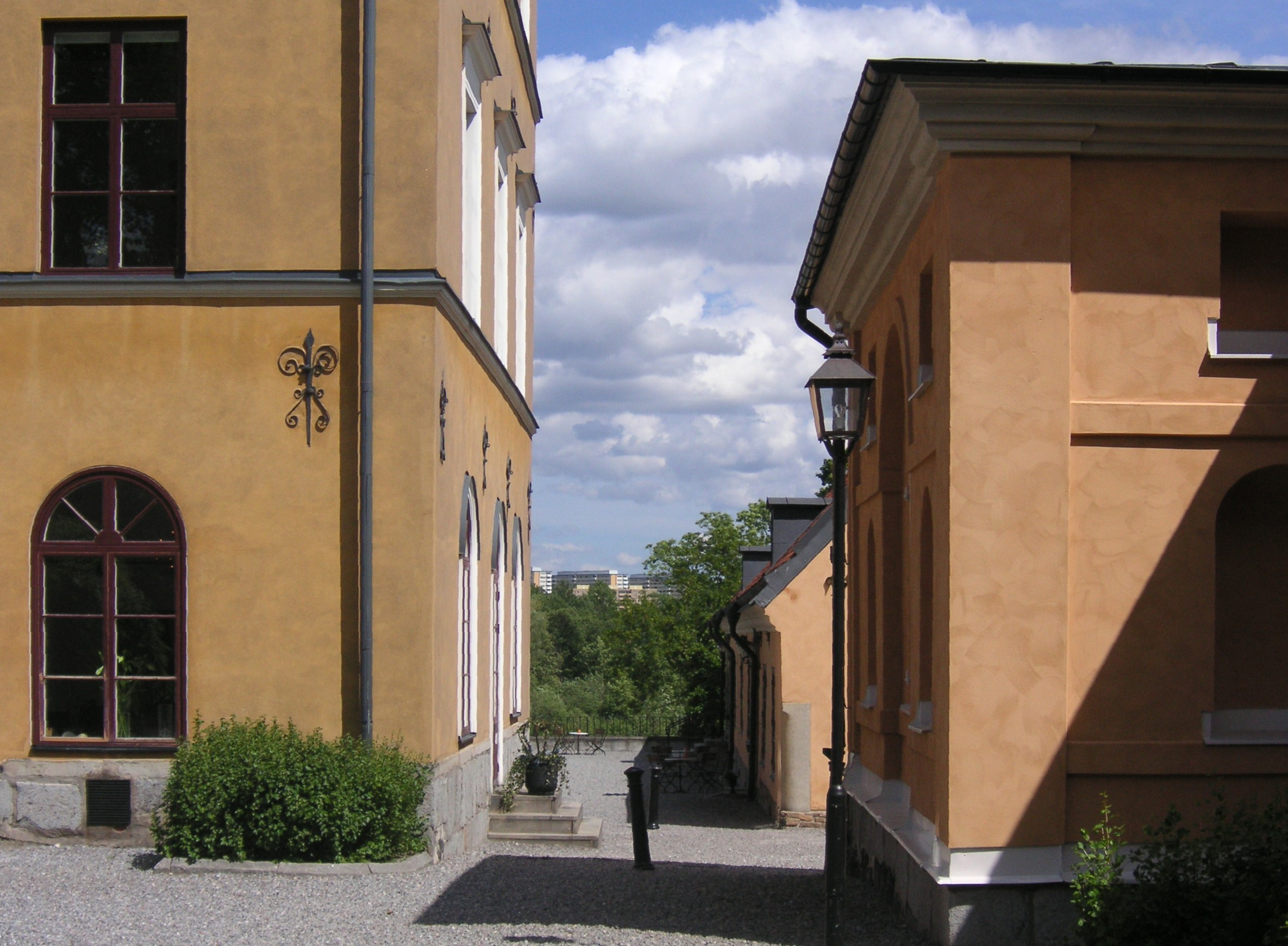
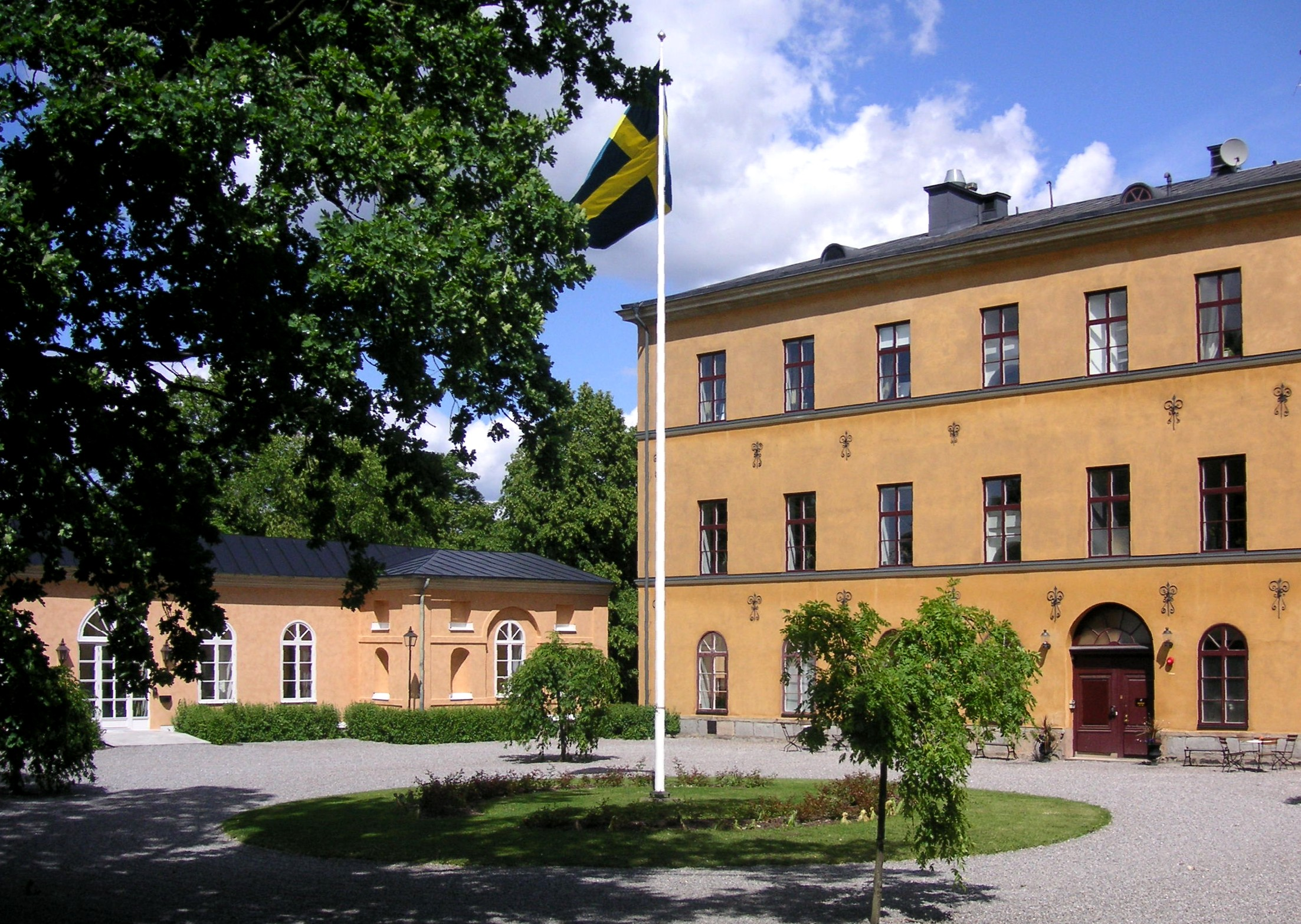
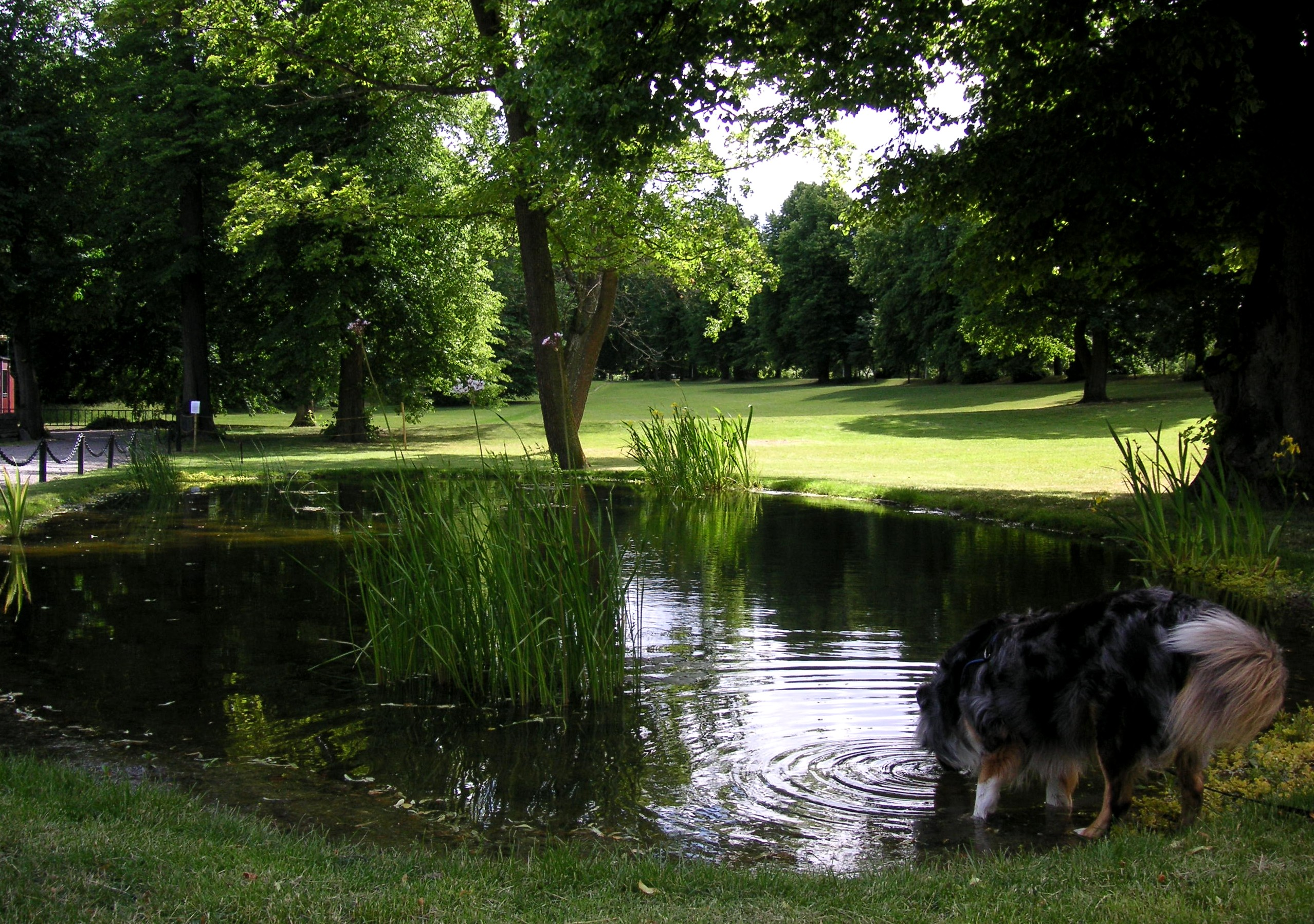